# Nilo Peçanha
Nilo Procópio Peçanha (phát âm tiếng Bồ Đào Nha: [ˈnilu proˈkɔpju peˈsãɲɐ]], 2 tháng 10 năm 1867 - 31 tháng 3 năm 1924) là một chính trị gia Brasil, từng là Tổng thống thứ 7 của Brasil. Ông là Thống đốc bang Rio de Janeiro (1903-1906), sau đó được bầu làm Phó Tổng thống Brasil năm 1906. Ông đảm nhiệm chức vụ tổng thống năm 1909 sau cái chết của Tổng thống Afonso Pena và phục vụ cho đến năm 1910.

## Tiểu sử
Nilo Peçanha sinh ra từ Sebastião de Sousa Peçanha, một người làm bánh và Joaquina Anália de Sá Freire, hậu duệ của một gia đình giàu có và quý tộc từ tỉnh Rio de Janeiro phía bắc. Anh là một trong bảy anh chị em ruột (5 chàng trai và 2 cô gái). Gia đình ông sống trong tình trạng đói nghèo ở vùng sâu vùng xa và nghèo ở Morro do Coco, Campos dos Goytacazes, và chuyển đến khu vực trung tâm thành phố khi Peçanha bắt đầu giáo dục tiểu học.

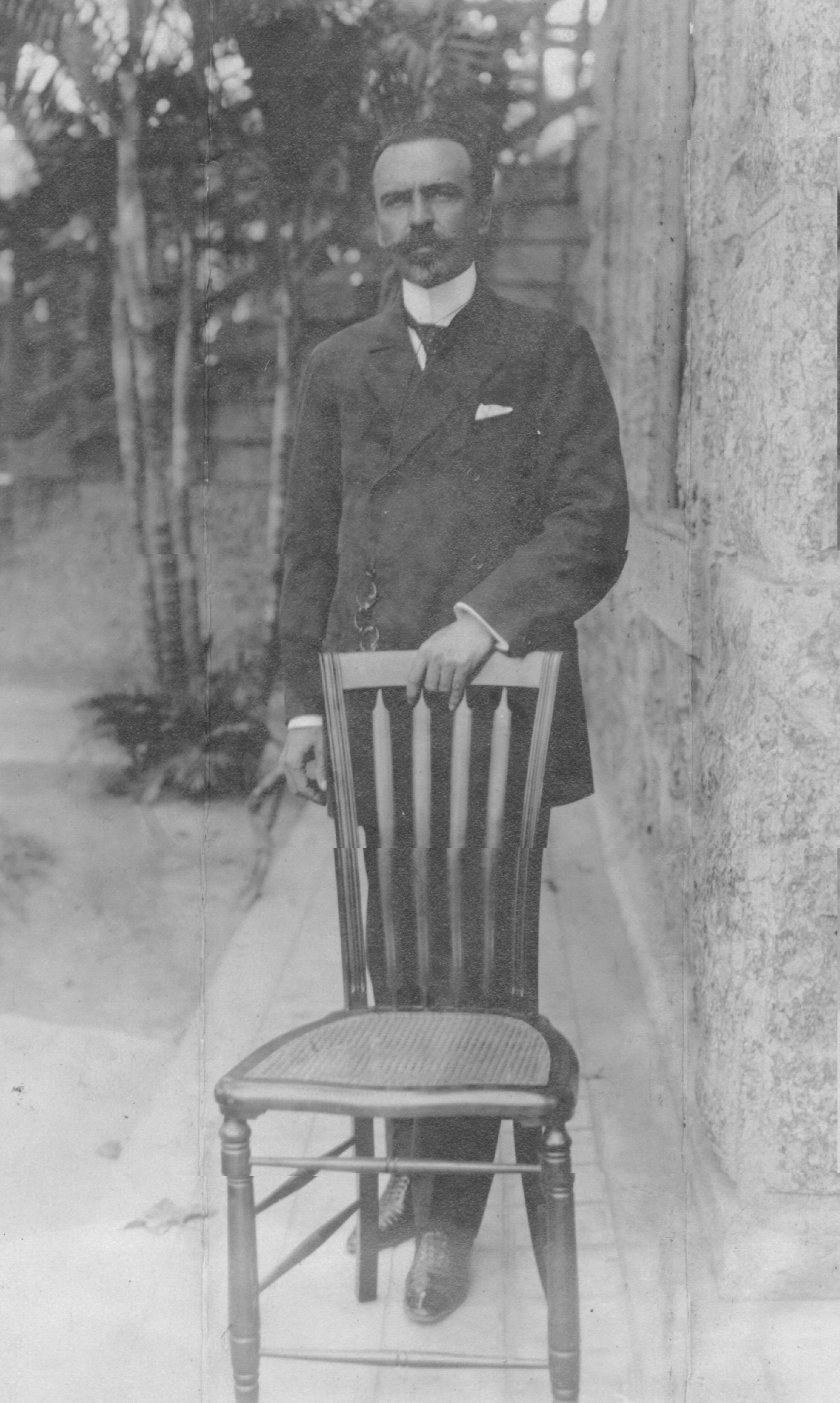
Nilo Peçanha ở nhà trong một bức ảnh nghiệp dư

Ông thường được mô tả như là một mulatto và thường bị nhạo báng trên báo chí vì màu da của ông. Trong thời thanh niên, những người tinh hoa xã hội Campos dos Goytacazes địa phương ám chỉ ông là "mestiço do Morro do Coco" (giống nửa giống từ huyện Morro do Coco). [6] Năm 1921, khi ông tranh cử Tổng thống, các lá thư do cử tri Artur Bernardes đưa ra đã bị báo chí đăng và gây ra một cuộc khủng hoảng chính trị vì họ đã sỉ nhục cả cựu Tổng thống Marshal Hermes da Fonseca và Peçanha, một cựu tổng thống, Tuyên bố ông là một mulatto. Gilberto Freyre đã đề cập đến "mulatismo" của ông trong nền chính trị của Brazil giống như đã xảy ra trong bóng đá Brazil. [11] Theo một số học giả, bức ảnh tổng thống của ông đã được chạm vào để làm trắng da tối của mình.
Một số học giả khẳng định rằng, mặc dù tez escura (màu da sẫm màu), Nilo Peçanha luôn giấu nguồn gốc đen của mình, và cho đến ngày nay, con cháu và gia đình của ông đã phủ nhận rằng ông là một mulatto. Tiểu sử chính thức được viết bởi một thân nhân Celso Peçanha không đề cập đến nguồn gốc chủng tộc của ông, nhưng một cuốn tiểu sử sau đó làm như vậy, do đó một số học giả bày tỏ sự nghi ngờ. Trong bất kỳ trường hợp nào, nguồn gốc của ông đều rất khiêm tốn: ông đã từng tuyên bố rằng ông đã lớn lên trong bánh mì và paçoca (bột sắn được xay xát với thịt bò sấy khô).
Sau khi hoàn thành các nghiên cứu chính ở thành phố quê hương của mình, Peçanha tiếp tục học tại Trường Luật của São Paulo và Recife, nơi ông đã nhận được bằng của mình. Là một sinh viên, ông ủng hộ cả chiến dịch để xoá bỏ chế độ nô lệ và thành lập nước Cộng hòa.
Peçanha đã kết hôn với Ana de Castro Belisário Soares de Sousa, còn được gọi là "Anita", hậu duệ của một gia đình quý tộc và giàu có từ thành phố sinh. Cô là con gái của luật sư João Belisário Soares de Souza và Ana Rachel Ribeiro de Castro, người đã từng là con gái của Thị trưởng Santa Rita, một trong những người giàu có nhất ở miền bắc bang Rio de Janeiro. Cuộc hôn nhân là một vụ bê bối xã hội kể từ khi cô dâu thoát khỏi nhà để kết hôn với người nghèo và "chú rể mù" mặc dù tình trạng của ông là một chính trị gia trẻ đầy triển vọng.
Ông làm luật sư và là một giáo viên đại học tại Faculdade Livre de Diredi do Rio de Janeiro.
Peçanha bắt đầu sự nghiệp chính trị chính thức của mình với tư cách là một thành viên được bầu vào Hội đồng Lập hiến Cộng hòa đầu tiên năm 1890. Sự nghiệp chính trị của ông tiến triển nhanh chóng như là một nhân vật chính của Campos Sales, người đã trở thành Tổng thống năm 1898. [2] Năm 1903, ông được bầu làm thượng nghị sĩ và sau đó là Tổng thống (Governor) của bang Rio de Janeiro, giữ chức vụ này cho đến năm 1906, khi ông được bầu làm phó tổng thống dưới thời Afonso Pena.
Pena qua đời năm 1909 trong khi vẫn giữ chức vụ và Peçanha đảm nhiệm chức vụ tổng thống hứa hẹn một chính phủ Paz e Amor (Hòa bình và Tình yêu). Ông đã 41 tuổi, là Tổng thống trẻ nhất của Brazil cho đến lúc đó.

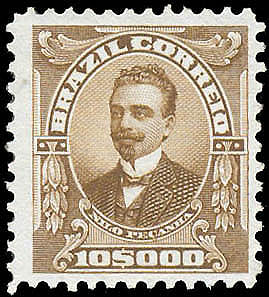
Nilo Peçanha trong một tem bưu chính

Chính quyền tổng thống của ông có nhiều rắc rối về chính trị và Nilo Peçanha chứng tỏ mình là một người có trí tuệ và dũng cảm. Sự cân bằng quyền lực của Brazil República Velha (Cộng hòa Cũ) là một sự thỏa hiệp của các nhà lãnh đạo tinh hoa của các bang Minas Gerais và São Paulo. Tổng thống đã qua đời, Afonso Pena, được bầu với sự hỗ trợ của liên minh chính trị này, nhưng Peçanha đảm nhiệm chức vụ tổng thống thông qua việc trở thành phó chủ tịch của ông và tình trạng xích mích giữa các nhà đầu tư nước ngoài tăng cường. Chính phủ của ông cũng bị đánh dấu bởi ma sát với José Gomes Pinheiro Machado, nhà lãnh đạo chính trị quyền lực nhất của đảng Cộng hòa bảo thủ. Rui Barbosa bắt đầu cuộc chạy đua giành chức chủ tịch "Campanha Civilista" (chiến dịch dân sự) chống lại Marshal Hermes da Fonseca, và thu hút sự phản đối và bất mãn của quân đội. Sự can thiệp của liên bang được yêu cầu trong chính phủ của bang Rio de Janeiro và Amazonas [15].
Peçanha là một người có trí tuệ chính trị sắc sảo, đã khắc phục được một khóa học thực tiễn và không phải doctrinaire giữa các nhà thực chứng và những người ủng hộ lý tưởng của một hệ thống Cộng hòa thuần túy đã chiến đấu lẫn nhau trong những thập niên đầu tiên của Cộng hòa Brasil [ Ông nổi tiếng vì dự đoán tất cả các phong trào của kẻ thù của mình và đạt được kết quả chính trị tốt ngay cả khi tỷ lệ cược không thuận lợi [15].
Trong nhiệm kỳ của mình, Peçanha đã thành lập Bộ Nông nghiệp, Thương mại và Công nghiệp, cũng như Cơ quan Bảo vệ Ấn Độ (SPI) và khánh thành hệ thống đầu tiên của các trường kỹ thuật ở Brazil. Ông cũng đã bắt đầu một chương trình vệ sinh cơ bản tại khu vực Baixada Fluminense. Ông đã chiến đấu chống lại sự dư thừa của công nhân trong các dịch vụ công và chi tiêu của chính phủ cao làm tăng thuế [15].

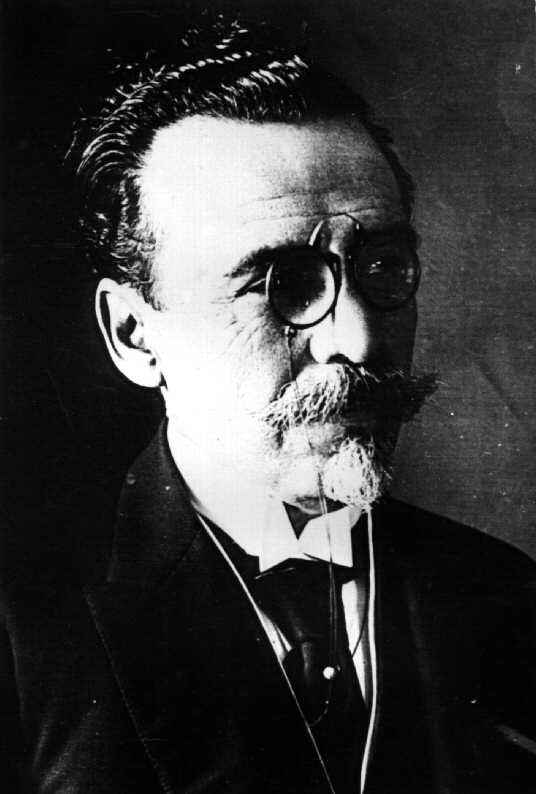
Ảnh chính thức cuối cùng của Nilo Peçanha

Khi kết thúc nhiệm kỳ của mình, ông trở lại Thượng viện và hai năm sau đó lại được bầu làm Thống đốc bang Rio de Janeiro. Ông từ bỏ vị trí này vào năm 1917 để đảm nhiệm vị trí của Bộ trưởng Ngoại giao và trong thời gian ông cai trị Brazil tuyên chiến chống lại các cường quốc Trung ương trong Thế chiến I. Năm 1918 ông lại được bầu vào Thượng viện.
Năm 1921, ông là một nhà lãnh đạo của Phong trào phản ứng của đảng Cộng hòa nhằm mục đích để bảo vệ nền chính trị của chủ nghĩa tự do chống lại các chế độ sáp nhập của nhà nước. Cuộc chạy đua giành chức chủ tịch của ông được sự ủng hộ của các chính phủ tiểu bang Rio Grande do Sul, Rio de Janeiro và Pernambuco, và phần lớn quân đội. Cuộc vận động này rất gay cấn với các cuộc tấn công lẫn nhau và trường hợp nổi tiếng của những lá thư do cử tri Artur Bernardes đã làm sỉ nhục quân đội và cựu tổng thống Marshal Hermes da Fonseca. Brazil bị chia cắt và bất chấp sự ủng hộ mạnh mẽ, Peçanha đã bị Artur Bernardes đánh bại, ứng cử viên chính phủ trong cuộc bầu cử tổng thống năm 1922.
Peçanha chết năm 1924 tại Rio de Janeiro sau khi đã rút lui khỏi chính trường. Người cháu của ông, Celso Peçanha, sau này từng là Thống đốc của Rio de Janeiro từ năm 1961 đến năm 1962.